# Andy King (calciatore 1956)
Andy King, all'anagrafe Andrew Edward King (Luton, 14 agosto 1956 – Luton, 27 maggio 2015) è stato un allenatore di calcio e calciatore inglese, di ruolo centrocampista.

## Carriera

### Giocatore

#### Club
King esordisce tra i professionisti nel 1974, all'età di 18 anni, con il Luton Town, club della sua città natale, giocando una partita nella prima divisione inglese; l'anno seguente gioca sempre negli Hatters ma in seconda divisione, segnando 9 reti in 32 presenze. Nel 1976 viene ceduto per 35000 sterline all'Everton, club di prima divisione: con le Toffees segna 2 gol in 3 presenze nella parte finale della stagione 1975-1976, per poi diventare titolare nella stagione seguente, nella quale è autore di 7 reti in 37 incontri di campionato disputati. Mantiene la titolarità anche nella stagione 1977-1978, nella quale è autore di 42 presenze e 8 reti, e nella stagione 1978-1979, in cui a 40 presenze e 12 reti in incontri di campionato aggiunge 4 reti in altrettante partite giocate in Coppa UEFA; nella stagione 1979-1980, invece, oltre a giocare altre 2 partite in Coppa UEFA segna 9 gol in 29 partite di campionato.
Nell'estate del 1980 viene ceduto per 400000 sterline al QPR, club di seconda divisione: rimane comunque agli Hoops per una sola stagione, nella quale realizza 9 reti in 30 partite di campionato, per poi tornare a giocare in prima divisione, al West Bromwich, con cui segna 4 gol in 25 presenze. Torna quindi all'Everton, con cui segna 9 gol in 24 presenze nella stagione 1982-1983 e 2 gol in 20 presenze nella stagione 1983-1984, nella quale peraltro vince anche una FA Cup. Negli anni seguenti gioca nella seconda divisione olandese con il Cambuur, nella prima divisione svedese con l'Örebro e nella seconda divisione inglese con il Wolverhampton, per poi nella stagione 1985-1986 tornare per alcuni mesi al Luton Town, con cui gioca le sue ultime 3 partite in carriera nella prima divisione inglese.
Nella stagione 1986-1987 segna invece 11 reti in 36 presenze all'Aldershot, nella quarta divisione inglese: si tratta di fatto della sua ultima stagione in carriera ad alti livelli, anche se continua a giocare a livello semiprofessionistico per ulteriori 3 stagioni, fino al 1990, con le maglie di 5 diversi club.
In carriera ha totalizzato complessivamente 350 presenze e 92 reti nei campionati della Football League.

#### Nazionale
Tra il 1976 ed il 1978 ha totalizzato 2 presenze ed un gol con la maglia della nazionale inglese Under-21.

### Allenatore
La sua prima esperienza da allenatore è al Waterford United, con cui allena per 2 sole partite nella prima divisione irlandese (scendendo peraltro in campo in entrambe le occasioni anche come giocatore); riprende poi ad allenare nel 1993, quando viene ingaggiato dal Template:Calcio Mansfield TowN, club della quarta divisione inglese, con cui rimane in carica per tre stagioni consecutive, in una delle quali (la 1994-1995) conquista anche una qualificazione ai play-off.
Dopo quattro anni trascorsi lavorando come osservatore per il Sunderland riprende ad allenare all'inizio della stagione 2000-2001, come vice di Colin Todd allo Swindon Town, nella terza divisione inglese; Todd nel novembre del 2000 si dimette però per diventare allenatore del Derby County, e King viene nominato dalla dirigenza dei Robins nuovo allenatore del club, salvo poi a fine stagione venire esonerato in favore di Roy Evans pur avendo conquistato la salvezza. Già il 20 dicembre 2001 Evans viene tuttavia esonerato, e King viene nominato come suo sostituto, restando in carica fino al 26 dicembre 2005, quando viene nuovamente esonerato, con la squadra che dopo varie stagioni positive (aveva anche raggiunto i play-off nella stagione 2003-2004) era penultima in classifica. Dal 23 novembre 2006 al 24 gennaio 2007 è invece allenatore dei Grays Athletic, in quinta divisione, fino a quando non si dimette dall'incarico. Nei quattro anni seguenti King lavora poi come osservatore per vari club, riprendendo ad allenare il 30 novembre 2011 come vice di Aidy Boothroyd al Northampton Town, in quarta divisione; all'esonero di quest'ultimo diventa poi allenatore ad interim dei Cobblers, che lascia nel febbraio del 2014 per andare a ricoprire un incarico come osservatore per i MK Dons, che ricopre fino alla morte, avvenuta per un arresto cardiaco nella sua abitazione di Luton il 27 maggio 2015.

## Palmarès

### Giocatore

#### Competizioni nazionali
- Coppa d'Inghilterra: 1

Everton: 1983-1984